# شرلی اسمیت
شرلی ای. اسمیت (زاده ۲۹ نوامبر ۱۹۵۰) یک سیاستمدار آمریکایی است که از سال ۲۰۰۷ تا ۲۰۱۴ به عنوان عضو سنای اوهایو خدمت کرده است. او پیش از این عضو مجلس نمایندگان اوهایو بود. او یک دموکرات است.
اسمیت اهل کلیولند است. او مدرک کاردانی را از کالج جامعه کویاهوگا و مدرک لیسانس هنر را از دانشگاه ایالتی کلیولند دریافت کرده است.
اسمیت با دو فرزند طلاق گرفته است. او در کلیولند زندگی می‌کند، اما همچنین دارای ملک در اقلید جنوبی، اوهایو است.